# Ресенски музей
Археологическо-историческата сбирка - Ресен (на македонска литературна норма: Археолошко-историска збирка - Ресен) е музей в град Ресен, Северна Македония. Разположена е в неокласическия Ресенски сарай. Музеят е под управлението на Музея на Македония.

## История
Музейната сбирка е създадена в 1968 година от Събранието на община Ресен за излагане на находките от Ресенско. Сбирката се попълва от систематичните археологически проучвания в Преспа, особено на Голем град. Изложени са и исторически и фолклорни предмети. Изложбената му площ е 250 m2. Част от музея са Галерията на Кераца Висулчева, Богоевата къща на Димитър Богоевски в Болно и Веслиевата къща на Наум Веслиевски в Златари.